# Caradrina morpheus
The Mottled Rustic (Caradrina morpheus) là một loài bướm đêm thuộc họ Noctuoidea. Nó được tìm thấy ở miền bắc châu Âu tới Siberia. It was accidentally introduced on both phía đông và bờ biển phía tây của Canada và is so far reported ở phía đông từ New Brunswick tới Ontario, và ở phía tây từ British Columbia.
Sải cánh dài 32–38 mm. Chiều dài cánh trước là 13–16 mm. Con trưởng thành bay làm một đợt from giữa tháng 5 đến tháng 8 .
Ấu trùng ăn nhiều loại thực vật thân thảo bao gồm tầm ma và bồ công anh.

## Hình ảnh

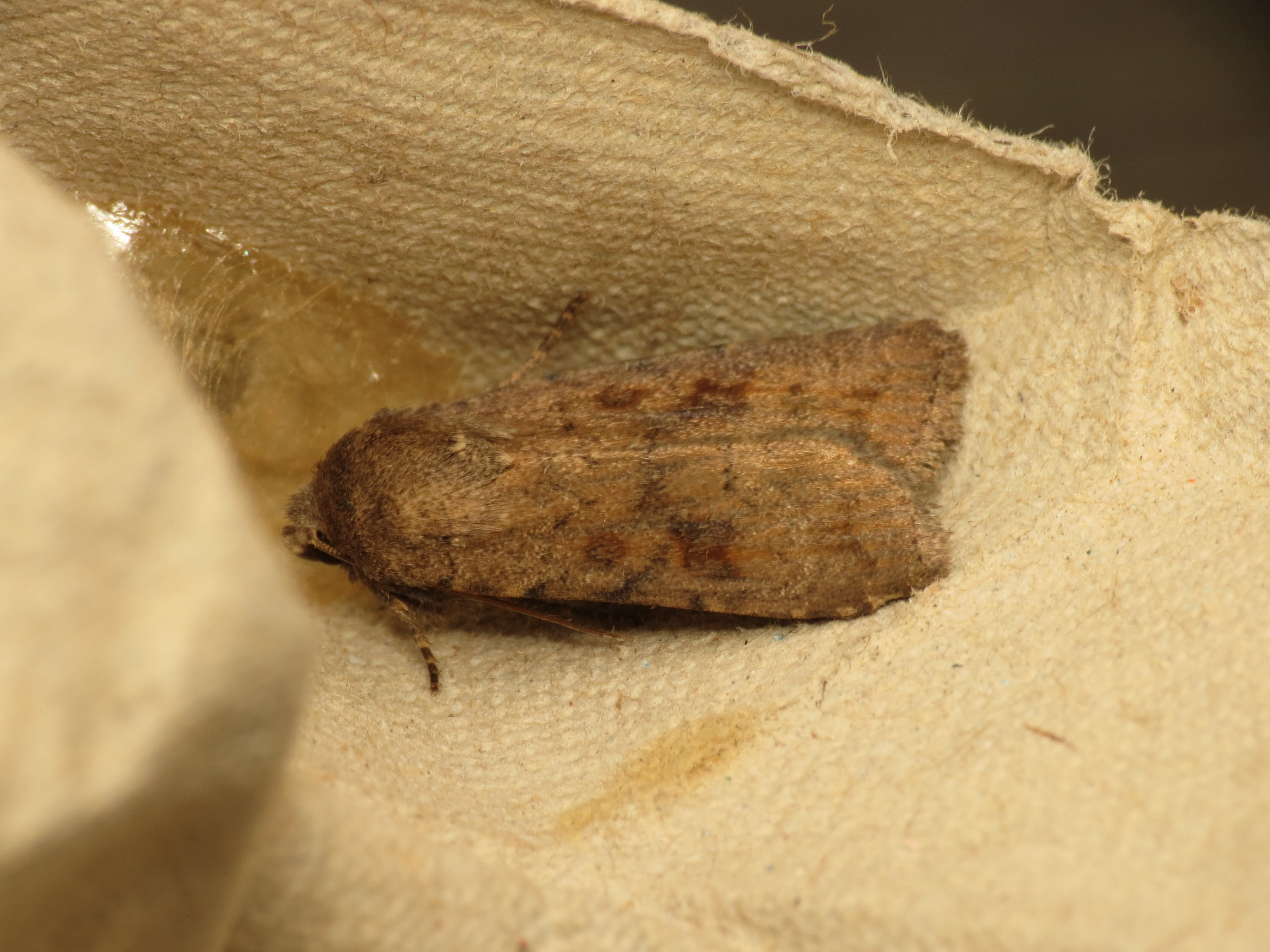
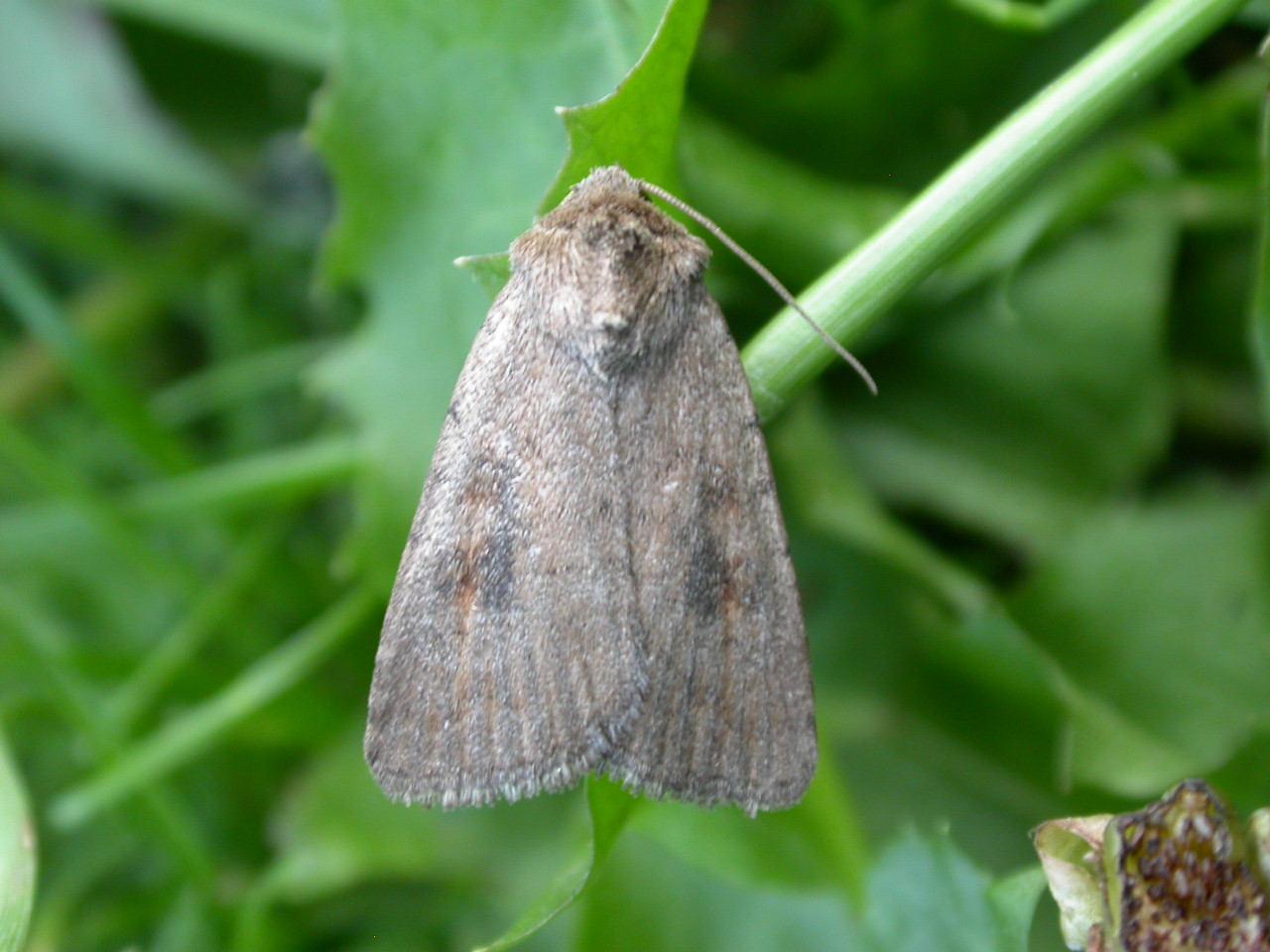
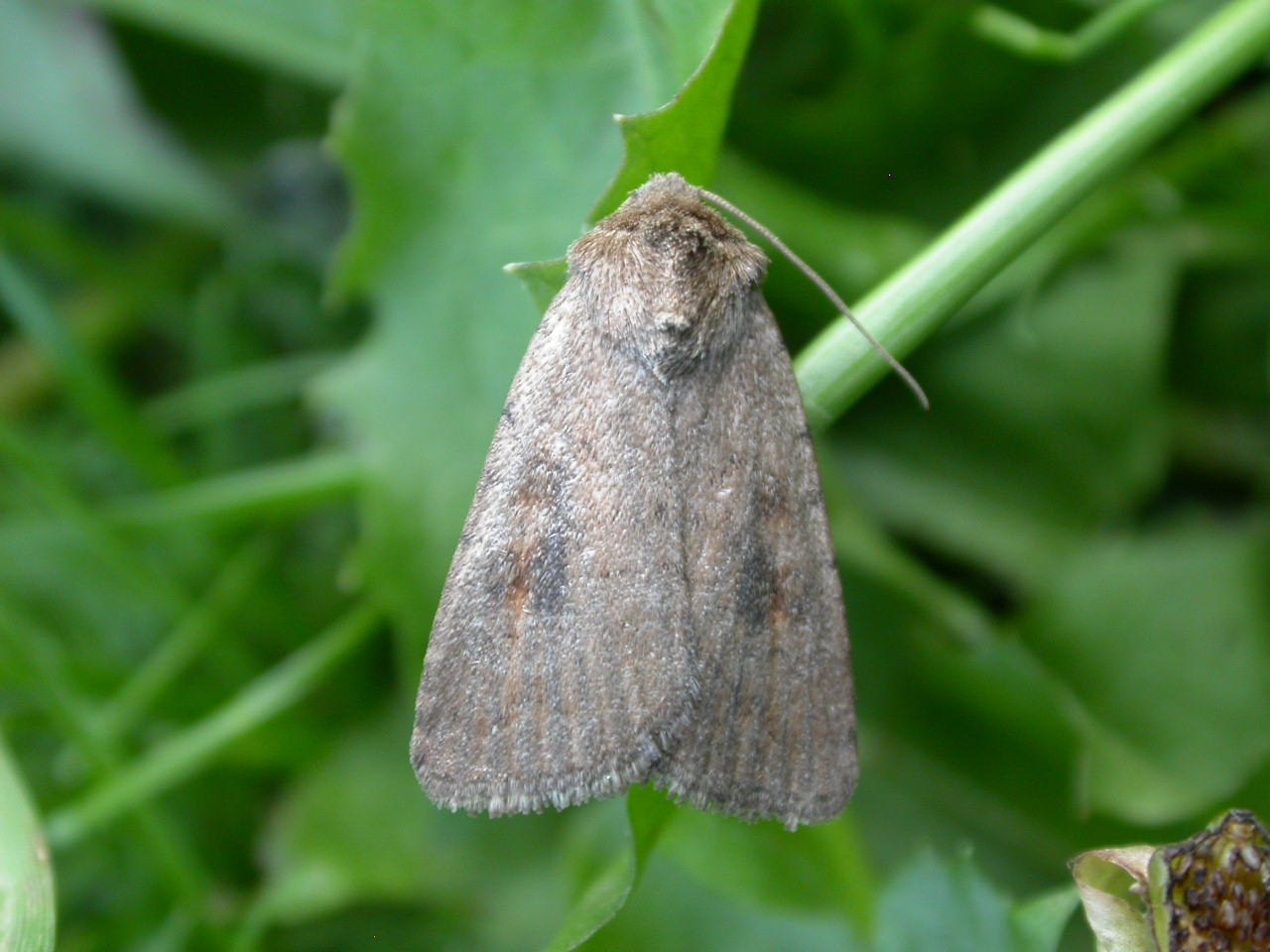
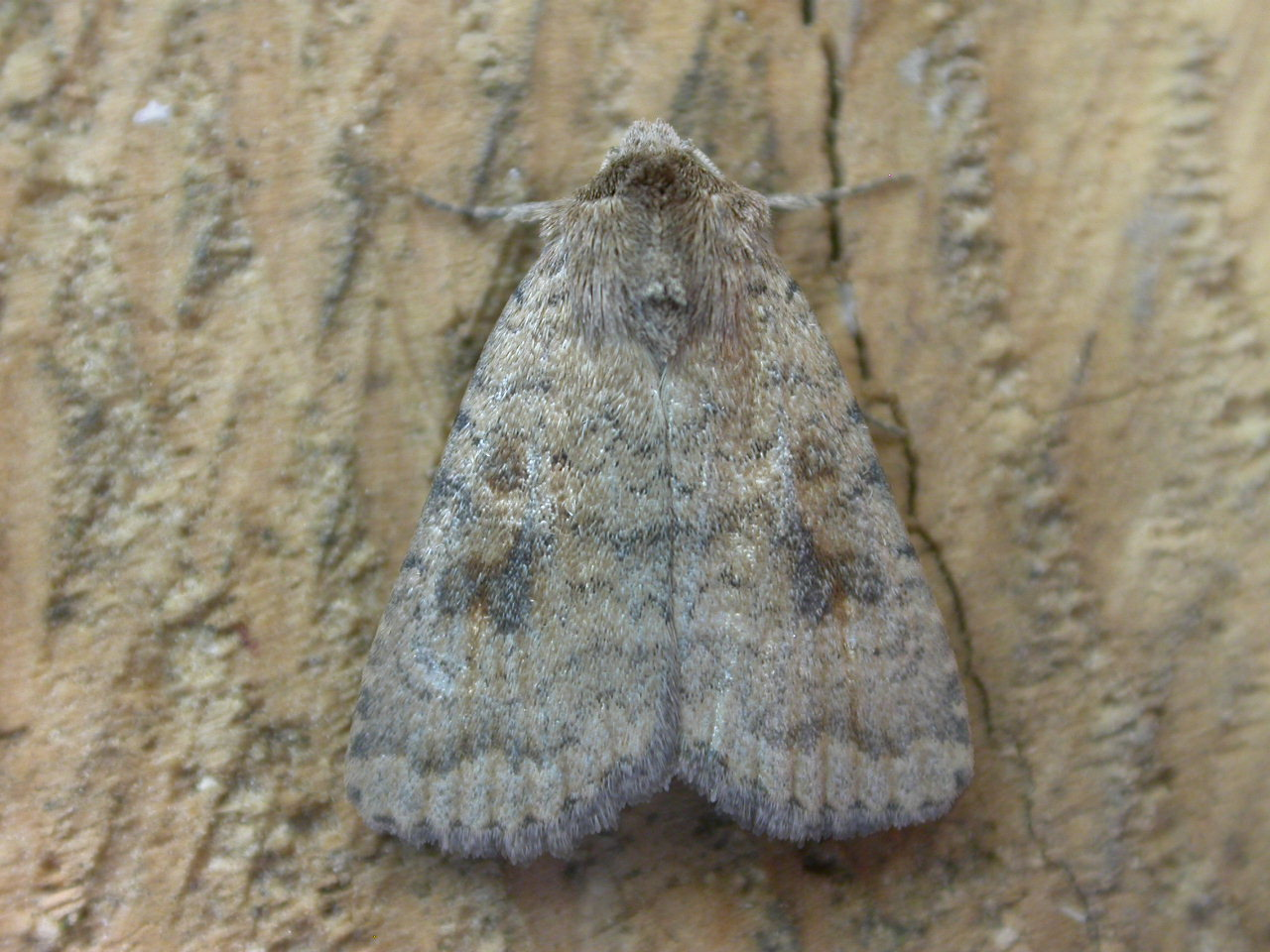